# Религия в Польше
Религиозная идентификация в Польше на 2021 год
 Католики (71,30 %) Не указали (20,53 %) Иррелигиозны (6,87 %) Православные (0,40 %) Свидетели Иеговы (0,29 %) Евангелические лютеране Аугсбургского исповедания (0,17 %) Верующие в другую религию или конфессию (0,17 %) Грекокатолики (0,09 %) Пятидесятники (0,08 %) Нет данных (0,4 %) Мариавиты (0,03 %) Христиане (общая декларация религии) (0,02 %) Старокатолики (0,02 %) Баптисты (0,01 %) Буддисты (0,01 %)
Религия в Польше — совокупность религиозных течений, существующих на территории Польши. Господствующей конфессией исторически является католицизм. Польша является светским государством. Состав населения Польши по вероисповеданию по данным переписи населения Польши 2021 года: католики — 71,30 %, не указали — 20,53 %, иррелигиозны — 6,87 %, православные — 0,40 %, свидетели Иеговы — 0,29, евангелические лютеране Аугсбургского исповедания — 0,17 %, верующие в другую религию или конфессию — 0,11 %, грекокатолики — 0,09 %, пятидесятники — 0,08 %, нет данных — 0,04 %, мариавиты — 0,03 %, христиане (общая декларация религии) — 0,02 %, старокатолики — 0,02 %, баптисты — 0,01 %, буддисты — 0,01 %, адвентисты — 0,01 %, пастафарианцы — 0,01 %, мусульмане — 0,01 %, члены Сообщества Христа — 0,01 %,  неоязычники — 0,01 %, члены Церкви Бога во Христе — 0,01 %.

## История
В результате Второй мировой войны Польша превратилась в моноконфессиональное государство, где численно абсолютно преобладали католики. Если в 1938 году католики составляли 65 % населения Польши, то в 1945 году католиками были 97,7 % жителей Польши. В 1945—1947 годах польские государственные органы зарегистрировали методистов, адвентистов седьмого дня, баптистов, Польскую национально-католическую церковь, Польскую старокатолическую церковь и Старокатолическую церковь мариавитов. В ноябре 1946 года был восстановлен Польский экуменический совет, в состав которого вошли следующие религиозные организации:
- Польская православная церковь;
- Евангелическо-аугсбургская церковь;
- Евангелическо-реформатская церковь;
- Адвентисты седьмого дня;
- Баптисты;
- Методисты;
- Польская национально-католическая церковь;
- Польская старокатолическая церковь;
- Старокатолическая церковь мариавитов.

## Правовой статус религиозных организаций
Польша официально является светским государством. Статья 25 Конституции Польши предусматривает равноправие всех церквей. Для регистрации конфессии необходимо представить список из 100 верующих. Церковные организации освобождены от ряда налогов, государством признается церковный брак (но не церковный развод) 11 церквей, если он зарегистрирован в 5-дневный срок, с 2015 года введен специальный добровольный налог в размере 0,5 % от подоходного налога гражданина в пользу какой-либо конфессии. Кроме того, имеет место прямое финансирование государством религиозных организаций. Например, католическая церковь получала в начале 2010-х годов ежегодно около 175 млн евро.

## Положение Католической Церкви
Несмотря на юридически равный статус с прочими Церквями, де-факто Костёл занимает доминирующее положение в польском обществе, взаимно поддерживаемый националистическими движениями. Заметное положение занимают религиозные радиостанции (Радио «Мария») Известен лозунг «Лишь под крестом, лишь под этим знаком / Польша будет Польшей, а поляк будет поляком».

## Реституция церковного имущества
В XX веке значительная часть церковного имущества была национализирована. После падения социализма встал вопрос о реституции. Для её осуществления уже в 1989 году были созданы специальные комиссии. По некоторым оценкам, на начало 2010-х годов польская католическая церковь вернула около 69 % своего национализированного имущества.

## Численность верующих
Согласно опросам, проводившимся в 2011 году, среди граждан Польши по вероисповеданию около 86,9 % составили католики (86,7 % — Римско-католическая церковь), 1,3 % — православные, 0,36 % — протестанты, 0,34 % — Свидетели Иеговы, и столько же приверженцев остальных религий.
По опросам 2005 года, проводившимися организацией «Евробарометр», были выданы следующие результаты:
- 80 % граждан являются верующими людьми и придерживаются какой-то религии.
- 15 % граждан не придерживаются какой-либо религии, но верят в сверхъестественные силы
- 3 % граждан признали себя атеистами.
- 2 % граждан затруднились дать ответ.

## Религиозные течения[5]
| Течение | Члены      | Руководители |
| --- | ---------- | --- |
| Католическая церковь в Польше · Римско-католическая церковь · Восточнокатолические церкви (в том числе Украинская грекокатолическая церковь, Католическая церковь византийско-славянского обряда в Польше и Армянская католическая церковь) | 33,399,328 | · Юзеф Ковальчик, примас Польши · Юзеф Михалик, глава Польского епископата · Сальваторе Пеннаккьо, нунций Польши · Ян Мартынюк, архиепископ Украинской грекокатолической церкви |
| |            | |
| Польская православная церковь | 504,150    | Савва, митрополит Варшавский и всея Польши |
| |            | |
| Свидетели Иеговы в Польше | 129,270    | Warszawska 14,Pl-05830 Nadarzyn |
| |            | |
| Евангелическая церковь Аугсбургского вероисповедания | 61,738     | Епископ Ежи Самец |
| |            | |
| Мариавитская Церковь | 23,436     | Верховный епископ Михал Мария Людвик Яблонский |
| |            | |
| Пятидесятническая Церковь Польши (представляет Ассамблеи Бога) | 22,429     | Епископ Марек Каминский |
| |            | |
| Польско-католическая церковь | 20,402     | Епископ Виктор Высочанский |
| |            | |
| Церковь адвентистов седьмого дня | 9,654      | Глава церкви, отец Павел Лазар |
| |            | |
| Баптистский союз | 4,864      | Густав Чеслар |
| |            | |
| Исламский религиозный союз | 1,132      | Президент главного мусульманского института Стефан Корыцкий |
| |            | |
| Церковь евангелистов-методистов | 4,352      | Епископ Эдвард Пушлецкий |
| |            | |
| Евангелистическая реформированная церковь | 3,488      | Доктор Витольд Бродзинский |
| |            | |
| Католическо-Мариавистская церковь | 1,980      | Епископесса Дамьяна Мария Беатриче Шуглович |
| |            | |
| Союз еврейских общин | 1,222      | · Президент Союза Пётр Кадлчик · Главный раввин Польши Михаэль Йосеф Шудрих |